# آوو ایوزیان
آوو ایوزیان (ارمنی: Ավո Ուվեզյան؛ انگلیسی: Avo Uvezian؛ زاده ۲۲ مارس ۱۹۲۶– درگذشته ۲۴ مارس ۲۰۱۷) نوازنده پیانو و تولیدکننده سیگار برگ ارمنی‌تبار اهل ایالات متحده آمریکا بود.